# Sushma Seth
Sushma Seth (20 giugno 1936) è un'attrice indiana.

## Biografia
Sushma Seth è uno dei volti più famosi di Bollywood: di solito nei film interpreta la parte della nonna. La si ricorda in particolare come la simpatica vecchietta in Kal Ho Naa Ho.
Nel corso degli anni ha lavorato con molte star indiane, come Rishi Kapoor, Shah Rukh Khan, Hrithik Roshan e Preity Zinta.

## Filmografia parziale

### Cinema
- Junoon, regia di Shyam Benegal (1979)
- Main Aur Meri Tanhai, regia di Al Waheed (1980)
- Chann Pardesee, regia di Chitraarth (1980)
- Kalyug, regia di Shyam Benegal (1981)
- Silsila, regia di Yash Chopra (1981)
- Prem Rog, regia di Raj Kapoor (1982)
- Swami Dada, regia di Dev Anand (1982)
- Aparoopa, regia di Jahnu Barua (1982)
- Naukar Biwi Ka, regia di Rajkumar Kohli (1983)
- Romance, regia di Ramanand Sagar (1983)
- Pighalta Aasman, regia di Shammi e Esmayeel Shroff (1985)
- Tawaif, regia di Baldev Raj Chopra (1985)
- Palay Khan, regia di Ashim S. Samanta (1986)
- Chandni, regia di Yash Chopra (1988)
- 1942: A Love Story, regia di Vidhu Vinod Chopra (1994)
- Dhadkan, regia di Dharmesh Darshan (2000)
- Kabhi Khushi Kabhie Gham, regia di Karan Johar (2001)
- Kal Ho Naa Ho, regia di Nikhil Advani (2003)
- Tujhe Meri Kasam, regia di Vijay K. Bhaskar (2003)